# Cyclophoroidea
Cyclophoroidea Gray, 1847 è una superfamiglia di molluschi gasteropodi della sottoclasse Caenogastropoda.

## Descrizione
I Cyclophoroidea sono il gruppo principale di lumache di terra opercolate dell'ordine Architaenioglossa. Sono lumache di medie dimensioni che hanno perso il ctenidio e l'osfradio, ma hanno il mantello modificato in una cavità polmonare vascolarizzata. L'apertura è piccola e circolare e l'opercolo è da circolare a ovale ed è tipicamente composto da materiale corneo con alcuni elementi calcarei. La testa porta un paio di occhi su peduncoli leggermente rialzati che si trovano alla base dell'unica coppia di tentacoli cefalici. I gusci sono solidi e ovoidali, globosi o sottili, e sono spesso fortemente scolpiti con una consistenza lucida e l'avvolgimento del guscio è spesso irregolare. Possiedono una singola ghiandola ipobranchiale e il singolo padiglione auricolare sinistro suggerisce che il presunto antenato comune condiviso con gli ampullariidi d'acqua dolce (e i viviparidi) avesse perso il ctenidio, l'osfradio e la ghiandola ipobranchiale destra.
Le specie esistenti di questa superfamiglia vivono nelle foreste tropicali e subtropicali umide di tutto il sud-est asiatico, India, Madagascar, Africa e Sudamerica, con specie che raggiungono le isole del Pacifico occidentale, comprese l'Australia e la Nuova Zelanda. In Australia si trovano nelle aree forestali umide del Queensland orientale e del New South Wales e delle Isole di Lord Howe e Norfolk. Viceversa le specie fossili sono note principalmente dal gruppo europeo Giurassico superiore-Cretacico Purbeck, nel sud-est dell'Inghilterra.
Gli habitat di alimentazione dei Cyclophoroidea sono per la maggior parte sono erbivori e/o detrivori e pascolano su una gamma di materiale vegetale vivo e morto.

## Tassonomia
La superfamiglia include nove famiglie viventi:
- Famiglia Aciculidae Gray, 1850
- Famiglia Cochlostomatidae Kobelt, 1902
- Famiglia Craspedopomatidae Kobelt & Möllendorff, 1898
- Famiglia Cyclophoridae Gray, 1847
- Famiglia Diplommatinidae L. Pfeiffer, 1856
- Famiglia Maizaniidae Tielecke, 1940
- Famiglia Megalomastomatidae Blanford, 1864
- Famiglia Neocyclotidae Kobelt & Möllendorff, 1897
- Famiglia Pupinidae L. Pfeiffer, 1853

Della superfamiglia fanno parte anche alcuni generi estinti non assegnati ad alcuna famiglia:
- Genere † Carinomphalus Yü, 1974
- Genere † Loriolina Huckriede, 1967
- Genere † Maillardinus Bandel, 1991